# 1971년 전미 비평가 협회상
제6회 전미 비평가 협회상은 1971년 최고의 영화를 기리기 위해 1972년 1월에 열린 시상식이다. 뉴욕, Algonquin Hotel에서 개최되었다.

## 수상 및 후보

### 작품상
- 클레르의 무릎 수상

### 감독상
- 순응자 - 베르나르도 베르톨루치 수상

### 여우주연상
- 콜걸 - 제인 폰다 수상

### 남우주연상
- 사랑의 여로 - 피터 핀치 수상

### 여우조연상
- 마지막 영화관 - 엘렌 버스틴 수상

### 남우조연상
- 드라이브, 히 세이드 - 브루스 던 수상

### 각본상
- 사랑의 여로 - 페넬로프 길리엇 수상

### 촬영상
- 순응자 - 비토리오 스토라로 수상

### 특별상
- 슬픔과 동정 수상